# 千里浜なぎさドライブウェイ

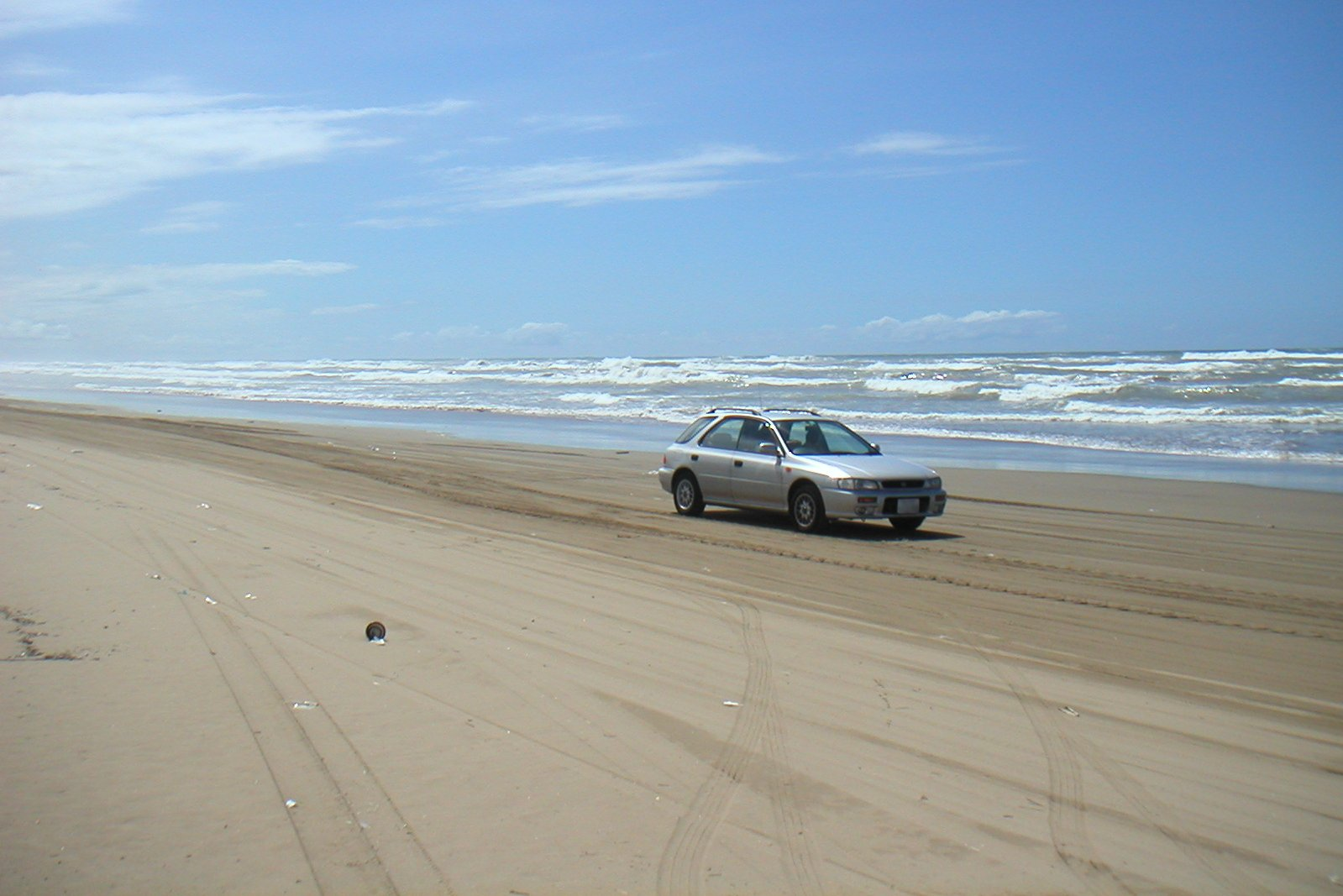
千里浜なぎさドライブウェイ（2005年撮影）

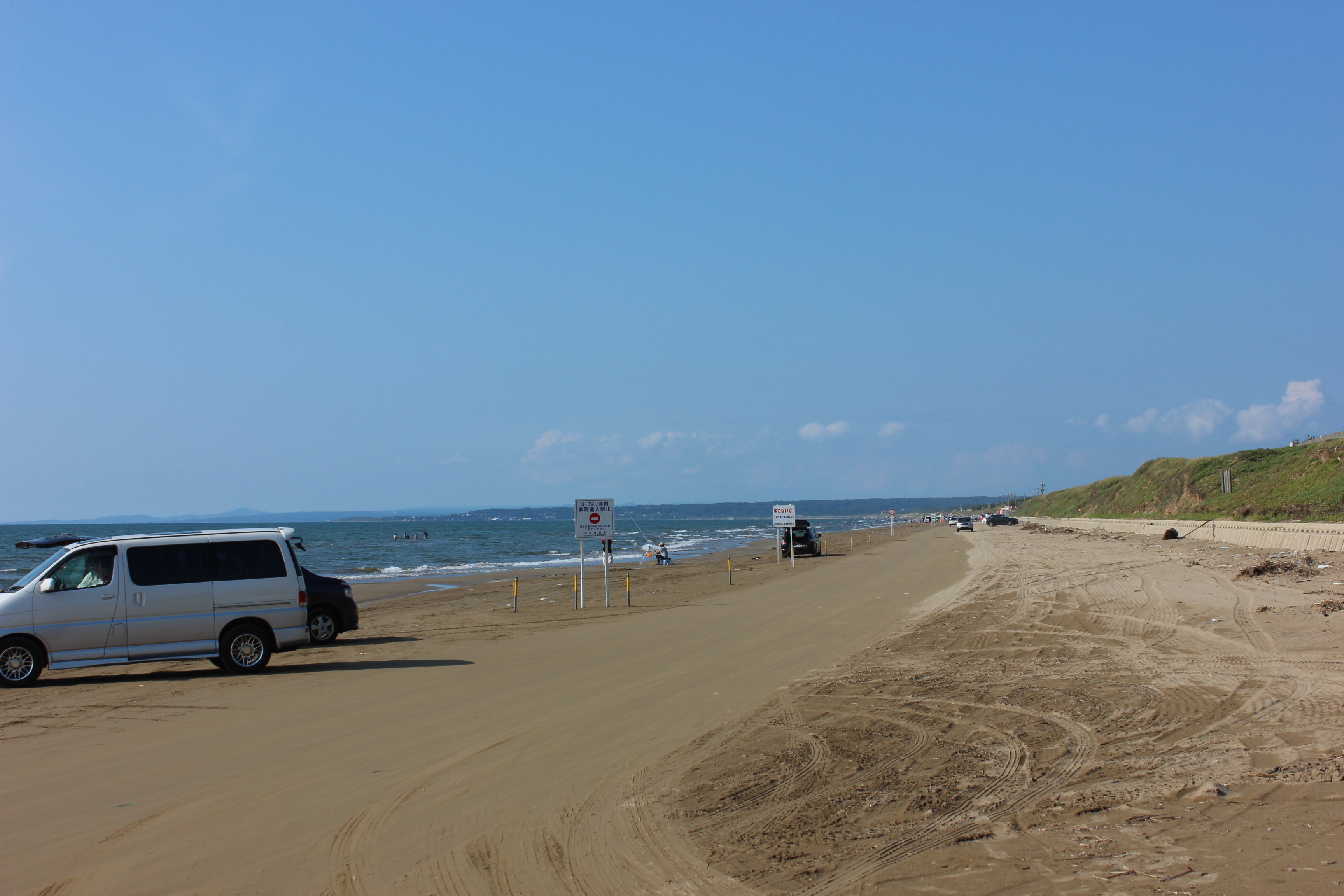
現在は浸食が進行し通行できる区間が限られている（2020年撮影）。

千里浜なぎさドライブウェイ（ちりはまなぎさドライブウェイ）は、石川県羽咋郡宝達志水町今浜から同県羽咋市千里浜町に至る砂浜の延長約8キロメートルの観光道路であり、千里浜と今浜の一部と出浜の各海水浴場も兼ねている。
日本で唯一、一般の自動車やバスでも海岸線の砂浜の波打ち際を走ることができる道路である。

## 概要
のと里山海道の千里浜ICと今浜ICとの間に8 kmにわたってある千里浜海岸の砂浜の道路で、観光道路の目的で開放している。千里浜は一般の自動車や大型バスでも砂浜の波打ち際を走ることができるように整備されていて、悪天候ではない限りは年中走行可能。また、1966年からレジャーシーズンとなる夏季の1か月間は道路交通法を適用する公道として車線を区分けするロープが張られ、その脇に速度制限と駐車禁止の道路標識を設置している。
起源は1955年前後、千里浜なぎさドライブウェイを最初に走ったのは観光バスの運転手とされ、その後快適さが人気を呼び観光名所となった。一般の自動車やバイクをはじめ、観光バスなどの大型車が走行できる理由は、この海岸の砂粒が一般的な砂の半分程度ときめ細かく、海水を吸って舗装道路のように固くなるため、普通の砂浜のように沈まないからである。ただし、波打ち際や、路肩に相当する道路の端部などは砂が締まっておらず、まれにスタックする可能性がある。
砂浜が締まっている理由は、千里浜より約40キロメートル (km)南西に位置する手取川、千里浜周辺の大海川や宝達川が運搬した土砂が沿岸流（対馬海流）や北西の季節風によって運ばれ、なおかつ羽咋市の北にある滝崎が土砂をUターンさせ千里浜に堆積したためである。
道路の管理は、石川県中能登土木総合事務所と羽咋土木総合事務所の所管に属し、天候が悪く海がしけたり強風時は閉鎖されることがある。また2020年4月29日から、新型コロナウイルス (COVID19)の感染拡大防止のため、気象理由以外による通行止が33日間実施された。
近年、手取川ダムをはじめとするダム建設による土砂供給の減少とともに、風によって生じる波の侵食などにより、度々閉鎖される頻度が増加しており、2012年から2019年にかけて金沢港付近の砂を沖合いに投入するなどの対策が行われ一時は回復の兆しが見られていたが、2019年に金沢港付近の砂が枯渇していることが判明し、別の場所に当道路に合う砂がないかについての調査が進められている。2020年12月13日から高波による侵食に伴い、全線で通行止めとなった。そのため、県が2021年3月19日から階段の復旧工事を、同年3月25日から土砂約6千立方メートル (m3)を投入して緊急養浜を進め、大型バス同士がすれ違える程度にまで車線を確保する工事を行った後、2021年4月16日に全線開通した。
2023年12月31日17:00から当面の間、波浪を理由に全線で全車両通行止となった。この通行止の期間中の2024年1月1日には能登半島地震が発生している。

## アクセス
千里浜なぎさドライブウェイに乗り入れするには、ほぼ並行して走るのと里山海道の千里浜ICや、今浜ICからアクセスでき、金沢市内から約40分ほどの距離にある。

## ギャラリー

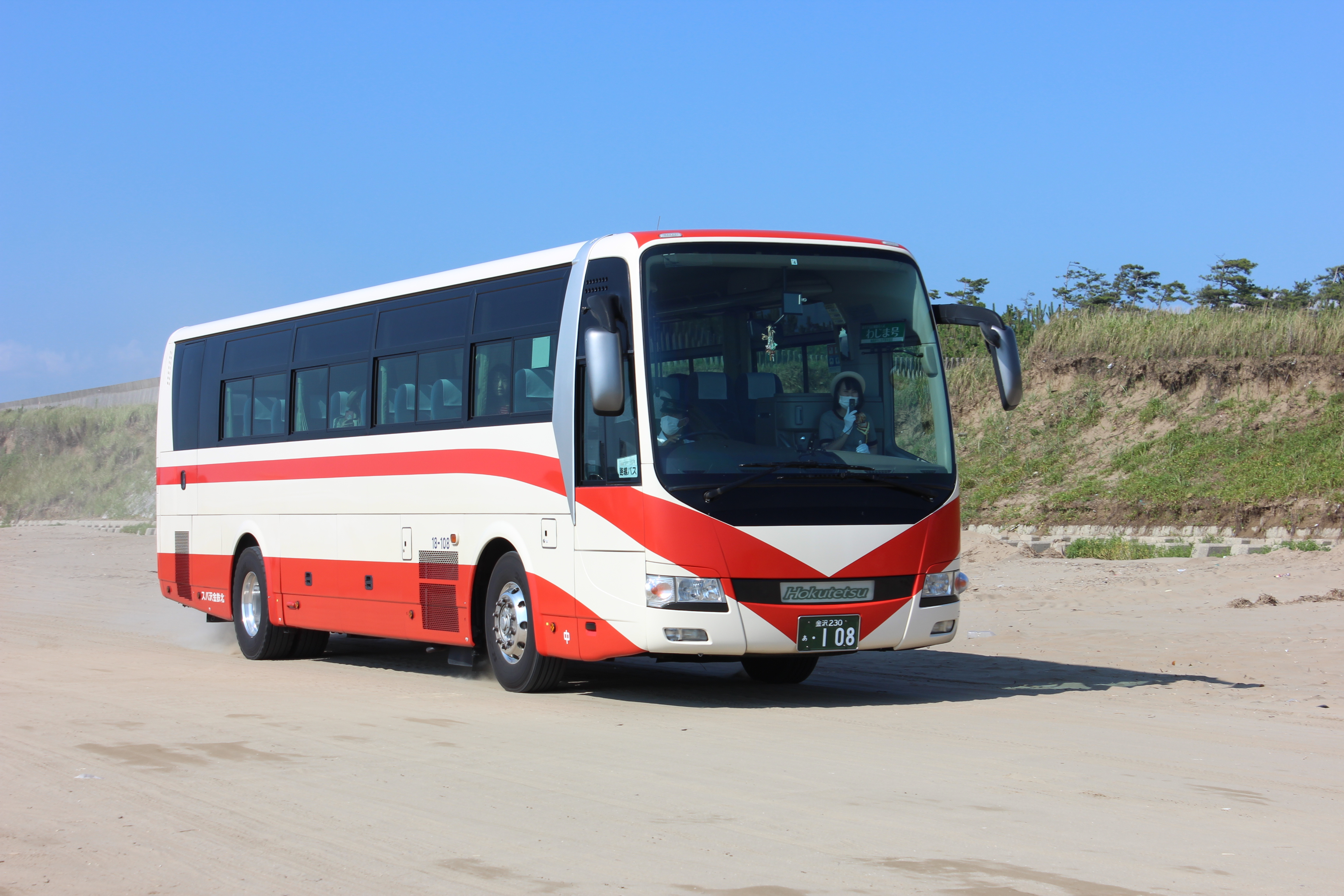
千里浜なぎさドライブウェイを走行する北鉄金沢バスの観光バス。
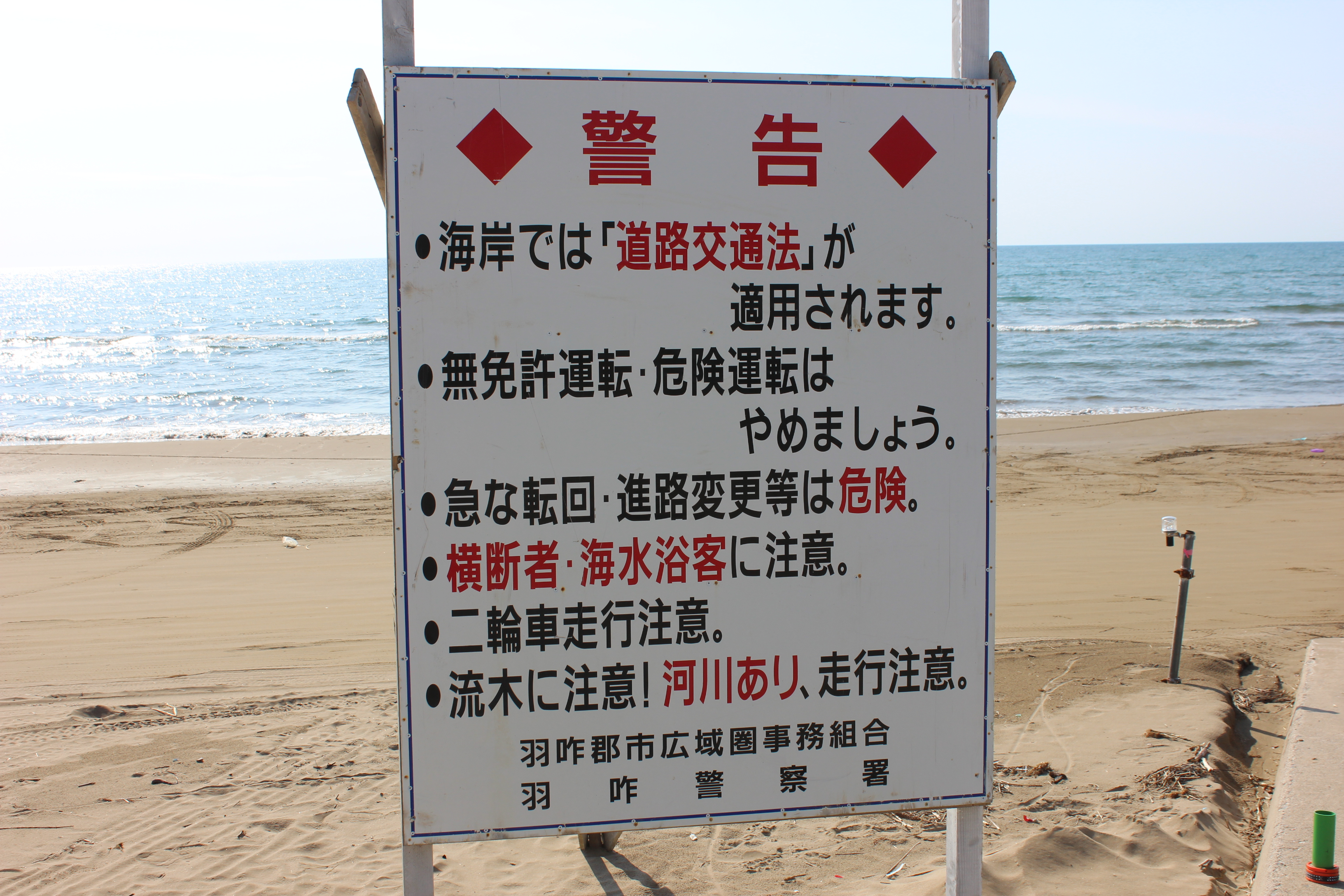
夏季には入口に道路交通法が適用される警告看板が設置される。
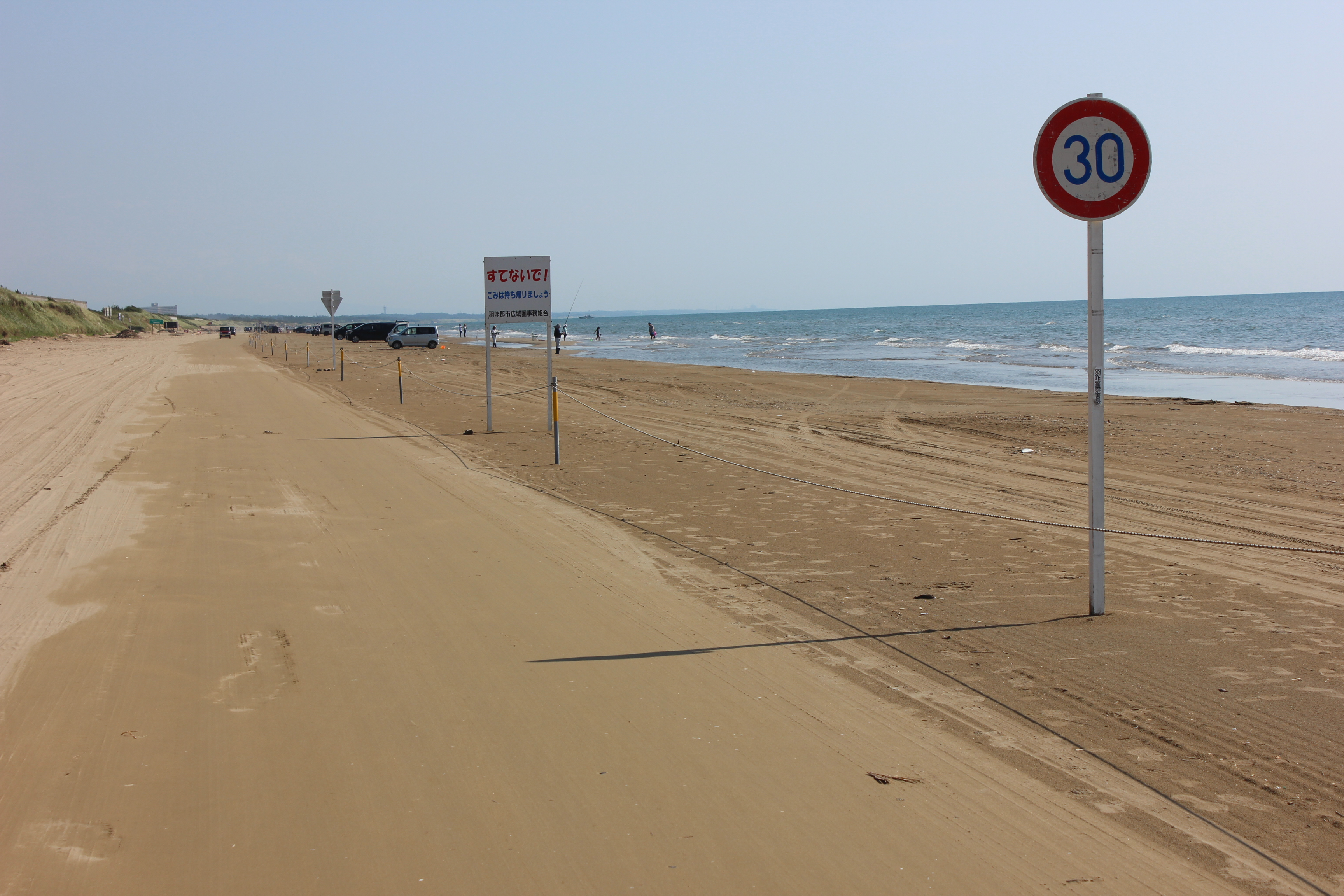
夏季に設置される速度規制標識。

## 千里浜海岸
千里浜海岸（ちりはま かいがん）は、能登半島国定公園に属し、日本海に面する石川県羽咋市南部から宝達志水町今浜にかけてのおよそ8キロメートル (km)の砂浜海岸である。一般的なほかの海岸の砂の粒径は0.5 - 1ミリメートル (mm)ほどだが、千里浜の砂は細粒で4分の1ミリメートル (250 μm)ほどしかなく一様であるという特徴をもつ。春から秋にかけて浜焼きなどを売る茶店が並び、夏場はマリンスポーツや海水浴客などでにぎわう。また、渚（なぎさ）から日本海に沈む夕日を見る絶景ポイントとして知られる。砂浜には、ハマナスやハマヒルガオなどの海浜植物も見られる。砂丘のクロマツ林は、飛砂防止のために江戸時代に植林されたものである。
遠浅の砂浜海岸は、アサリやハマグリなどの潮干狩りでも知られ、かつてハマグリの産地だった。近年はほかの砂浜と同様に周辺の河川のダム建設や護岸などにより堆積する土砂の量が減少し、砂浜の浸食が深刻な問題となっている。1986年から2009年にかけて海岸線が年間平均1 m減少しており、宝達志水町の「千里浜レストハウス」（当時）付近では、1994年から2011年の間に約15 m、場所によっては約20 m浸食されている。2010年6月17日には浸食対策として、宝達志水町の今浜沖で人工リーフの設置工事が開始されている。また、2012年からは金沢港に堆積した土砂を沖合に投下する対策も実施。両方の対策により2010年からの10年間で海岸線は約2m回復したが、金沢港の土砂が枯渇したことにより新たな対策が必要となっている。
2016年にトリップアドバイザーが発表した「トラベラーズチョイス世界のベストビーチ2016」の日本国内のランキングで1位となった。

## 題材とした作品
映像作品
- 水曜どうでしょう（HTB北海道テレビ、2000年3月1日） - 番組の企画「試験に出るどうでしょう 石川県・富山県」で、千里浜を取り上げた。
- Top Gear（イギリス・BBC） - 番組の企画で、千里浜がレース「GT-R vs 新幹線」のスタート地点。
- ドキュメント72時間（NHK総合、2020年9月4日）[27] - NHK金沢放送局が制作を担当。石川県では初めての取材地となった[28]。

文学作品
- 疑惑（松本清張） - 富山新港で自動車事故を起こす前に、千里浜をドライブする描写が描かれている[29]。